# Timothy Scott
Timothy Scott Schnell (Morton Grove, 15 settembre 1955 – Los Angeles, 24 febbraio 1988) è stato un ballerino, attore e cantante statunitense, noto soprattutto come interprete di musical.

## Biografia
Cominciò la sua carriera con la St. Louis Municipal Opera Company, prima di venir scelto dal regista Michael Bennett per interpretare Mike nel primo tour statunitense del musical Premio Pulitzer A Chorus Line, musical in cui successivamente debuttò a Broadway e a Londra alla fine degli anni 70. In seguito ha recitato ancora a Broadway nei musical Dancin (1978), King of Hearts (1978) e Cats, nel ruolo di Mister Mistoffelees (1982).
È morto a 32 anni a Los Angeles, per complicazioni dovute all'HIV, nella casa che condivideva con il compagno, il regista Norman Buckley.

## Filmografia

### Cinema
- Annie, regia di John Huston (1982)
- Chorus Line (A Chorus Line), regia di Richard Attenborough (1985)
- Captain EO, regia di Francis Ford Coppola (1986)

### Televisione
- Premi Oscar 1980 (1980)